# Île Ouen
L'Île Ouen (Ngwêê en langue wêê) est une île de l'archipel néo-calédonien, rattachée à la commune du Mont-Dore située au sud de Grande Terre.

## Géographie

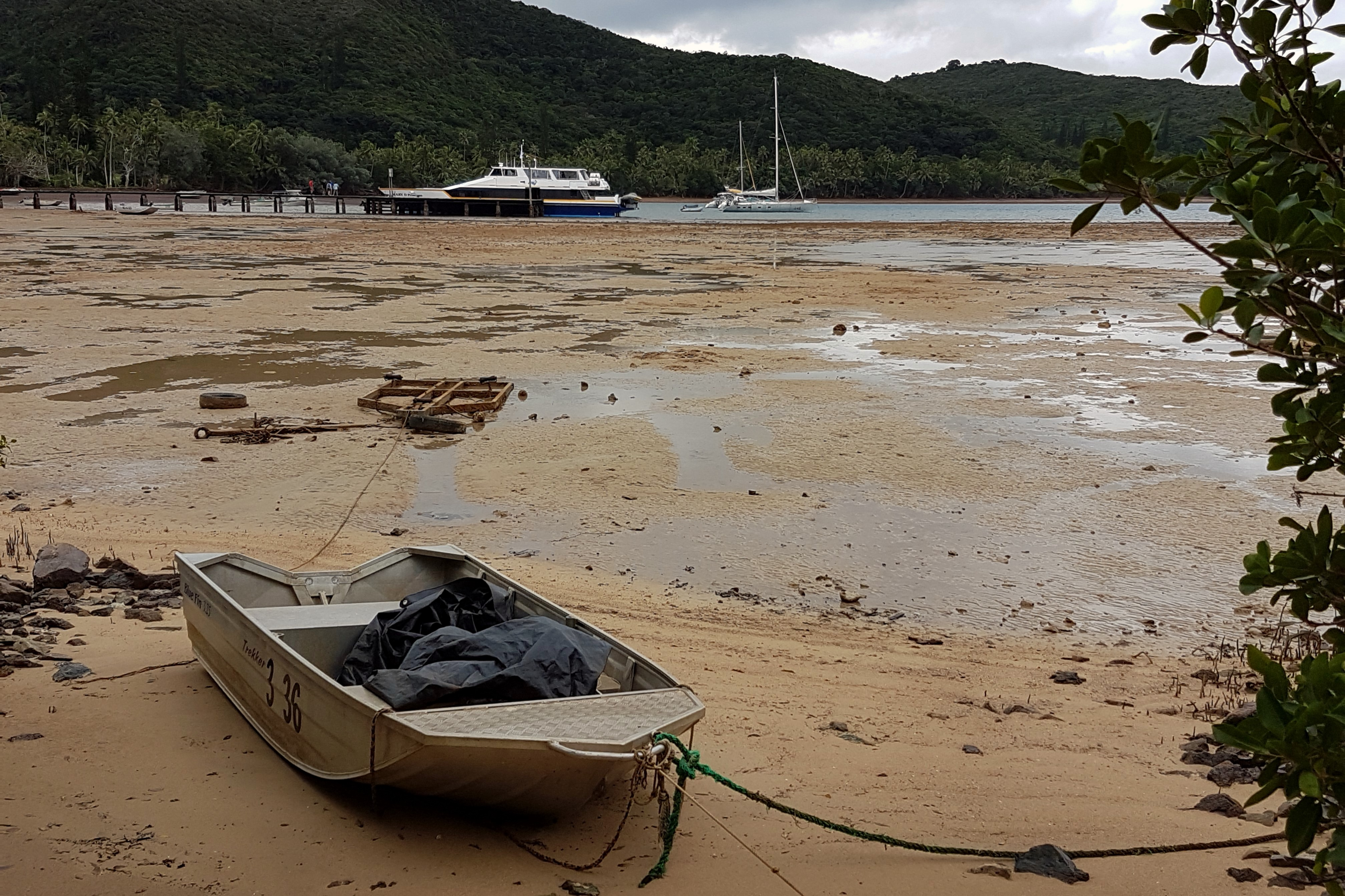
Marée basse, près du wharf d'Ouara.

Située au sud du canal Woodin, à mi-chemin entre Nouméa et l’île des Pins, cette grande île fut découverte au XIXe siècle par un santalier anglais. Fragment détaché de la masse continentale, c’est une haute terre, entaillée à l’est par les anses profondes de Kumbé et de Port-Kuté. Sa population (une centaine d'habitants) est concentrée dans le village de Ouara, niché dans une cocoteraie.

## Histoire
Le 6 juin 1863, le Coëtlogon qui transporte le gouverneur Charles Guillain y mouille. 
Jules Garnier la visite en octobre 1865 et y admire ses hautes falaises.

## Économie
L'Île Ouen, non loin de Nouméa, est un exemple du relief calédonien : les terres cultivables de bonne qualité couvrent moins de 3 pour 100 de la superficie totale et sont très menacées par le ravinement. L'agriculture locale permet la production d'igname, de manioc et d'une variété locale de chou. La population (Ouara) pratique la pêche.

### Exploitation du jade
Il a existé une exploitation de jade, dans sa variété dite « ouénite», de couleur vert pomme, due à la présence de diopside chromifère. Emportée brute, elle était taillée sur la Grande-Terre, pour être utilisée comme lame de hache, courante ou cérémonielle. Ces haches étaient commercialisées à l'île des Pins, puis dans les îles Loyauté, avant de revenir en Grande-Terre.

## Faune et flore
Cette île est surtout connue pour ses tortues et son ancienne mine de jade. Plusieurs centaines de baleines à bosse transitent aux abords de l'île chaque année vers le mois d'août.
Chaque année, depuis 2012, début août, se tient une fête de la baleine, organisée par les habitants de la tribu de Ouara et Tourisme Grand Sud, autour des bateaux d'observateurs des baleines, whale watchers.